# Oakview (Misuri)
Oakview es una villa ubicada en el condado de Clay en el estado estadounidense de Misuri. En el Censo de 2010 tenía una población de 375 habitantes y una densidad poblacional de 827,36 personas por km².

## Geografía
Oakview se encuentra ubicada en las coordenadas 39°12′31″N 94°34′14″O / 39.20861, -94.57056. Según la Oficina del Censo de los Estados Unidos, Oakview tiene una superficie total de 0.45 km², de la cual 0.45 km² corresponden a tierra firme y (0%) 0 km² es agua.

## Demografía
Según el censo de 2010, había 375 personas residiendo en Oakview. La densidad de población era de 827,36 hab./km². De los 375 habitantes, Oakview estaba compuesto por el 85.87% blancos, el 2.13% eran afroamericanos, el 2.4% eran amerindios, el 1.33% eran asiáticos, el 0% eran isleños del Pacífico, el 5.07% eran de otras razas y el 3.2% pertenecían a dos o más razas. Del total de la población el 6.67% eran hispanos o latinos de cualquier raza.